# Get Back (песня Лудакриса)
«Get Back» — первый сингл рэпера Лудакриса с его пятого студийного альбома The Red Light District, выпущенный 9 ноября 2004 года. В январе 2005 года достигла 13 строчки Hot 100.

## Рок-ремикс
Вместе с Лудакрисом, панк-рок-группа Sum 41 записала ремикс на песню «Get Back», выполненный в стилях ню-метал, рэпкор и рэп-метал. Данная версия песни стала бонус-треком в некоторых версиях альбомов The Red Light District и Chuck, и также была выпущена в качестве сингла. На песню также существует видеоклип, в котором показан процесс записи трека.

## Чарты
| Чарты                                | Позиция в чартах |
| ------------------------------------ | ---------------- |
| U.S. Billboard Hot 100               | 13               |
| U.S. Billboard Hot R&B/Hip-Hop Songs | 9                |
| U.S. Billboard Hot Rap Tracks        | 5                |
| U.S. Billboard Rhythmic Top 40       | 9                |
| U.S. Billboard Top 40 Tracks         | 29               |
| U.S. Billboard Pop 100               | 14               |
| U.S. Billboard Top 40 Mainstream     | 34               |